# Caproni Ca.313
Caproni Ca.313 Libeccio byl italský dvoumotorový lehký bombardovací dolnoplošník smíšené konstrukce pro tříčlennou osádku.

## Vznik
Ca.313 byl vyvinutý z letounu Caproni Ca.310 Libeccio, který prošel změnou tvaru trupu a kabiny společně s instalací účinnější výzbroje. Takto přestavěný letoun označený Caproni Ca.311 byl zalétán v dubnu 1939 a pro své dobré letové vlastnosti se v italském letectvu dosti rozšířil. Dalším krokem ke vzniku Ca.313 byl prototyp Ca.312, který měl původní sedmiválcové hvězdicové motory Piaggio P-VII C-35 o výkonu po 345 kW zaměněny za výkonnější P-XVI RC-35 po 345 kW. Následně pak dali letečtí konstruktéři společnosti Caproni přednost instalaci aerodynamicky výhodnějších řadových motorů.

## Vývoj

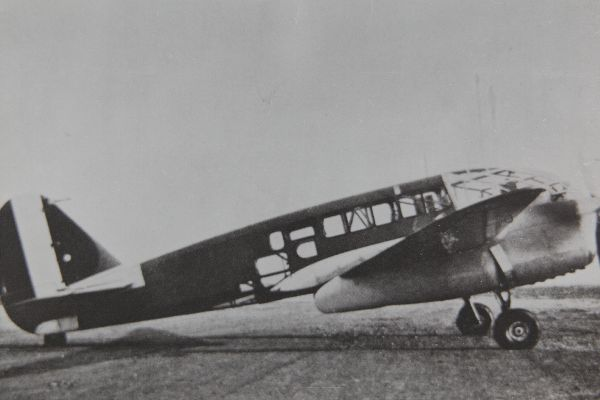
Caproni Ca.313

Volba padla na  vzduchem chlazené invertní vidlicové dvanáctiválce typu Isotta-Fraschini Delta RC-35 s výkonem po 515 kW, vybavené třílistými stavitelnými vrtulemi. Montáží těchto pohonných jednotek na dále zdokonalený drak vznikl prototyp Ca.313 (MM402). Hlavňovou výzbroj tvořila dvojice pevných kulometů Scotti IF ráže 12,7 mm v kořenech křídla a pohyblivý kulomet SAFAT ráže 7,7 mm ve spodním střelišti. Někdy byl instalován další kulomet SAFAT do bočního střeliště s možností přemísťování na potřebnou stranu. Náklad pum činil až 400 kg.
Prvním zákazníkem Ca.313 se stala Francie, která z původní objednávky 200 kusů do vstupu Itálie do války obdržela jen pět strojů.
Devadesát letounů z francouzské zakázky zakoupilo v roce 1940 Švédsko, avšak již při předávacích letech havarovalo osm letounů. Do roku 1945 pak na Ca.313 zahynulo 44 švédských letců. V řadách Flygvapnet nesly Ca.313 označení B-16 jako bombardovací, T-16 jako torpédové, S-16 jako průzkumné a Tp-16 jako dopravní.
Italské letectvo odebralo dvě série po 60 kusech mezi březnem a říjnem 1941. Většina z nich létala s klenutou přídí trupu jako varianta Ca.313 RPB-1, část měla stupněnou příď s označením Ca.313 RPB-2.
Pro Luftwaffe mělo vzniknout 20 strojů ověřovací série a 905 sériových cvičných letounů Ca.313G s dvojím řízením, avšak se závěrem války byly postaveny pouze tři prototypy.
Větší nosná plocha, stupněná příď a řada konstrukčních úprav charakterizovala typ Ca.314, jehož první ze čtyř prototypů vzlétl v březnu 1941. Byl dodáván ve verzi Ca.314A jako průzkumný, Ca.314B se závěsem pro torpédo nebo pumy do 1000 kg a bitevní Ca.314C. Celková produkce typu Ca.314 dosáhla počtu 407 kusů.

## Specifikace

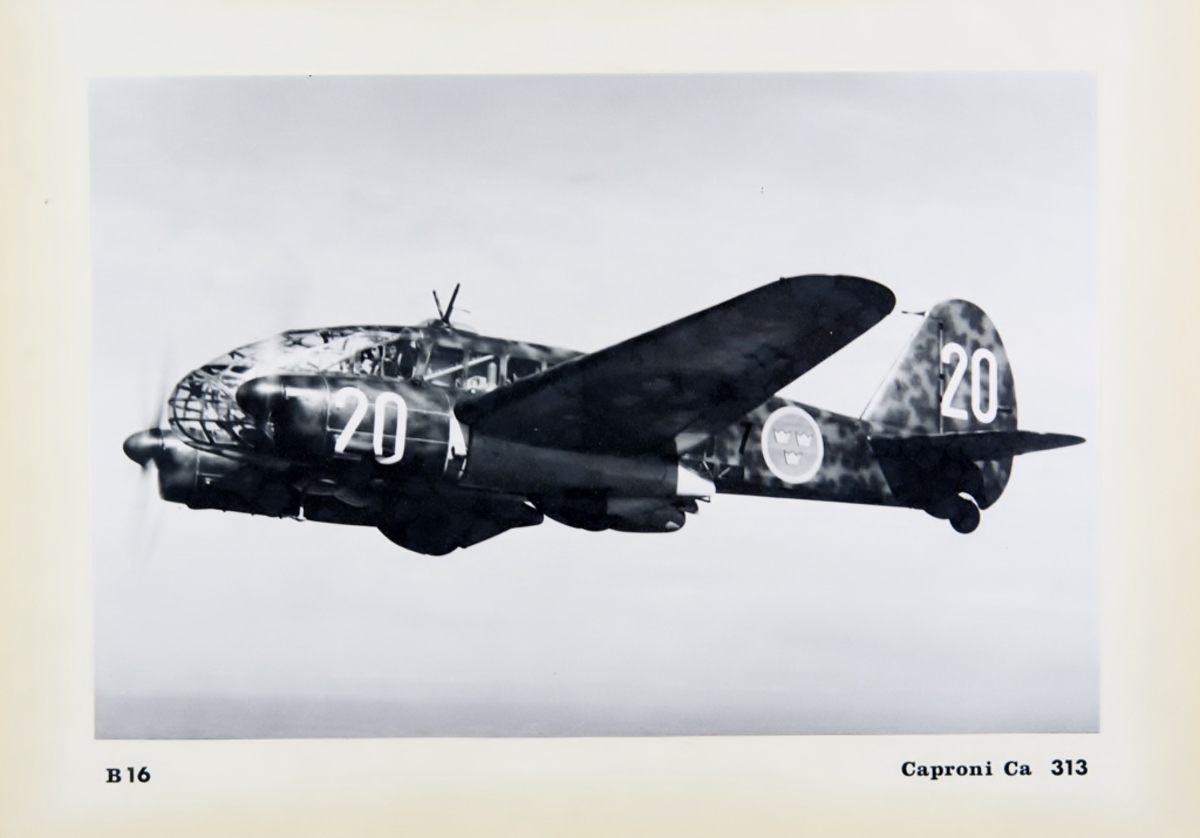
B-16

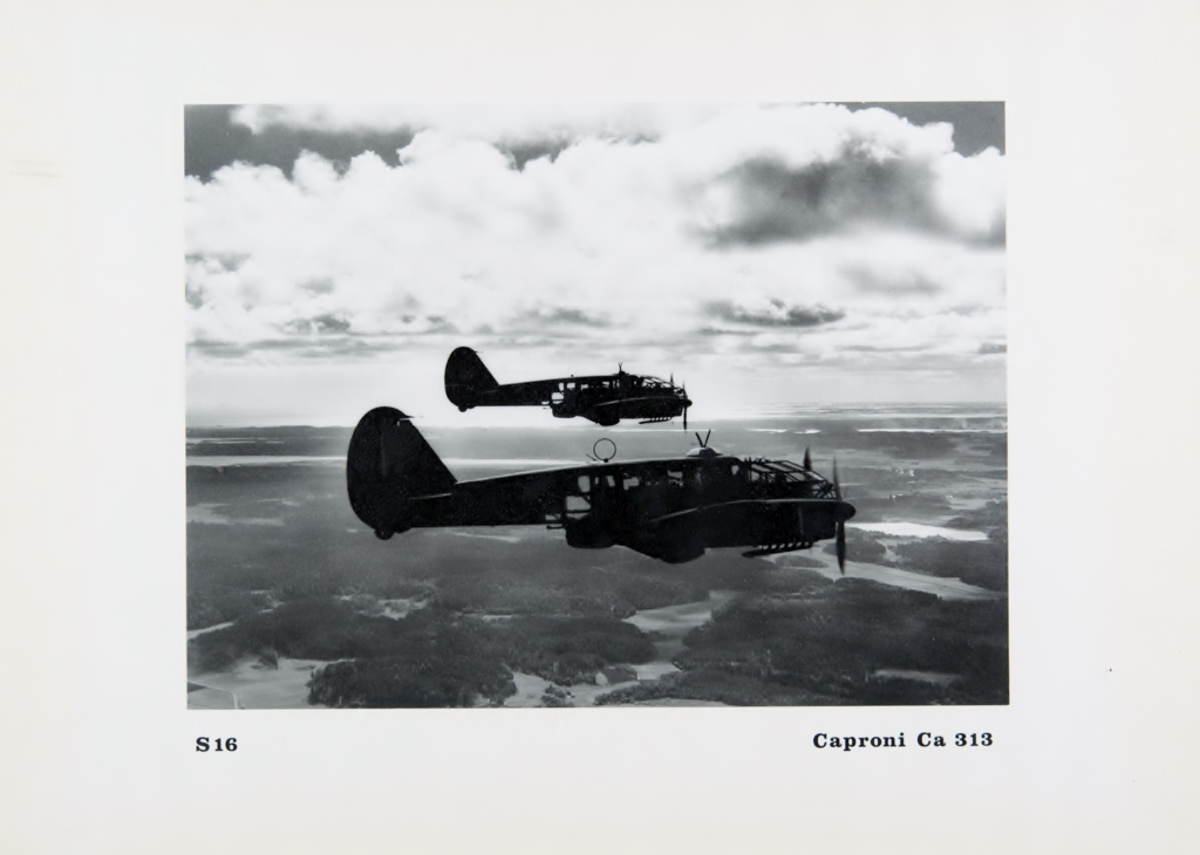
Dvojice švédských S-16

Údaje dle

### Technické údaje
- Osádka: 3
- Rozpětí: 16,65 m
- Délka: 11,80 m
- Výška: 3,70 m
- Nosná plocha: 38,90 m²
- Hmotnost prázdného letounu: 4072 kg
- Vzletová hmotnost: 5672 kg
- Pohonná jednotka: 2 × invertní dvanáctiválcový vidlicový motor Isotta Fraschini Delta R.C.35 I-DS
- Výkon pohonné jednotky: 2 ×545 kW

### Výkony
- Maximální rychlost v hladině 4000 m: 430 km/h
- Cestovní rychlost: 380 km/h
- Výstup na 4000 m: 8,2 min
- Dostup: 8500 m
- Dolet: 1700 km

### Výzbroj
- 3 × pohyblivý kulomet Breda-SAFAT ráže 7,7 mm
- 400 kg pum